# Muhammad ibn al-Kásim ath-Thakaff
Muhammad ibn al – Kásim ath – Thakaff  (arabsky محمد بن قاسم) (okolo 31. prosince 695, Ta´if – 18. července 715, Irák) byl umajjovský vojenský velitel působící za vlády chalífy Ibráhíma, podnikl úspěšné tažení do Indie, kde pak vznikly první provincie s muslimskou správou.

## Původ
Muhammad ibn al – Kásim byl synovcem al - Hadždže ibn Júsuf, vojevůdce a správce východní části chalífátu za vlády Abdulmalika a Ibráhíma Jeho strýc měl na mladého velitele zásadní vliv a pomohl mu k vysokým postům v chalífátu. Na jeho rozkaz se vydal ztrestat indické vládce na dolním toku Indu.

## Záminka k tažení do Indie
Již roku 636 je doložena první arabská válečná výprava, která postupovala podél Makránského pobřeží do Sindhu. Zničením Novoperské říše v následujícím období se pak hranice chalífátu významně posunuly na východ. V Sindhu v této době byla u moci nepříliš populární dynastie Čačovců, dalším náznakem přítomnosti muslimů byla vláda Čačovce Dáhira v letech 660 - 714. Ten musel po svém nástupu na trůn bojovat o moc s řadou protivníků a údajně přitom využíval jednotku pěti set Arabů pod vedením jistého Muhammada al – Lafí. Není vyloučeno, že Arabové při svých taženích využili znalostí terénu od těchto bojovníků.
V době vlády Dáhira již v oblasti čile obchodovali arabští kupci, kteří postupně získávali stále větší ekonomickou moc. Patrně roku 710 došlo k poměrně bezvýznamnému incidentu, který nakonec způsobil vpád muslimů do oblasti a konec vlády Čačovců.
Na Cejlonu zemřelo několik námořníků z arabské lodi. Místní vládce pak poslal vdovy a sirotky s řadou darů místodržícímu východní části chalífátu al - Hadždžovi ibn Júsuf. Před sindhským přístavem Debulem však došlo k útoku pirátů a cestující byli zajati a dary, které byly přepravovány do chalífátu, uloupeny. Al - Hadždž ibn Júsuf se dožadoval propuštění zajatců a vrácení majetku, ale Dáhir mu nevyhověl. Tím byla dána příčina následnéhuo muslimského tažení.

## Tažení do Indie
Al - Hadždž ibn Júsuf vyslal roku 711 proti Debulu trestnou výpravu Muhammada ibn al – Kásima ze šesti tisíci jezdci. Muhammad ibn al - Kásim postupoval podél Makránského pobřeží, oblehl Debul a po delším obléhání ho dobyl. Tímto však výprava neskončila. Roku 712 se doplněné a posílené arabské vojsko postilo do dalšího dobývání, tohoto roku padl Brahmanábád, přičemž v boji byl zabit jeho guvernér. Arabové se tak zmocnili celého dolního Sindhu. Dáhir se poté snažil klást odpor, ale postupujícím Arabům a na jejich straně stojícím konvertitům - maválí, již nemohl účinně vzdorovat. Roku 713 se Muhammad ibn al – Kásim vypravil proti proudu Indu a pomocí zrady se mu podařilo dobýt Multán – čímž se muslimská moc rozrostla o střední povodí Indu. Dáhir byl pak následujícího roku zabit po tuhém odporu při obléhání města Alóru. I přes následující vojenské aktivity jeho syna Džaisiji se moc Čačovců zhroutila a z jejich říše se stala arabskou provincií. Následoval vpád do Paňdžábu a mělo dojít k dobytí Kašmíru na severu.

## Smrt
Roku 714 zemřel Muhammadův strýc al - Hadždž ibn Júsuf a rok nato samotný chalífa Al – Valíd. Novým vládcem Arabské říše se stal jeho bratr Sulajmán (715 - 717), který se rozhodl zbavit svých protivníků mezi něž patřil i Muhammad ibn al – Kásim. Proto byl odvolán, zajat a ve vězení kdesi v Iráku umučen.